# Kommunens Bästa (Forshaga)
Kommunens Bästa är ett lokalt politiskt parti i Forshaga kommun som bildades inför valet till kommunfullmäktige 2014. 
I valet till kommunfullmäktige i Forshaga kommun 2014 fick partiet 1,72 procent av rösterna vilket motsvarar 130 röster och erhöll därmed ett mandat i kommunfullmäktige.